# 野球セルビア代表
野球セルビア共和国代表（やきゅうセルビアきょうわこくだいひょう）は、セルビアにおける野球のナショナルチームである。WBSCヨーロッパに加盟しているセルビア野球協会によって運営されている。WBSC世界ランキングは59位（2024年11月27日発表時点）。

## 歴史
記録に残っているセルビア史上初の野球の試合は1935年、ベオグラードで行われたBSKベオグラードとハイドゥク・スプリトによるサッカーの試合のハーフタイムに行われた。セルビア初の球団は1980年代後半にJSDパルティザンの部門として結成され、その初試合となった1989年5月のベオグラードにおけるBKヴァラジュディン1181戦は記録上1935年以来の試合となった。BKパルティザンはユーゴスラビアが崩壊するまでユーゴスラビア野球2部リーグに在籍した。ユーゴスラビアの崩壊に伴い、国内で野球を存続させるため、BKパルティザンは2チームに分裂し、コシュトニャクを本拠地とするBKキングスが創設された。バタイニツァを本拠地とするBKドッグス、クラグイェヴァツを本拠地とするBKスリーパーズ（アメリカ合衆国大使館チームとも）、そしてBKオルロヴィを加え、ユーゴスラビア野球リーグは1993年から再開され、1994年に代表チームが結成され、同年にユーゴスラビア野球協会が創設された。
ユーゴスラビア野球協会は1995年に国際野球連盟に加盟し、1996年に欧州野球連盟に加盟した。同年、代表チームはイギリスで開催されたヨーロッパ野球選手権大会Bグループに出場したが、5敗に終わった。BKキングスとBKドッグスは合併しBKベオグラード'96となり、1998年にオーストリアのシュトッケラウで開催されたヨーロッパ野球選手権大会Bグループのリトアニア戦で代表チーム初勝利を記録し、3勝1敗という成績を残した。
セルビア初の球場は2001年にベオグラードのアダ・ツィガンリヤレクリエーショングラウンドに建設され、野球の普及に貢献した。それ以降、ノヴィ・サドに新球場を建設するよう求める声も上がっている。2017年9月時点で、少なくとも10球団が国内で試合を行い、その後も球団の創設と解散が繰り返された。
1998年以降の代表チームの最高成績は、ドイツで開催された2004年のヨーロッパ野球選手権大会Bグループにおける4位である。その次の2度のヨーロッパ野球選手権大会Bグループでは、チームは良い成績を残せなかった。その後、セルビアはスロベニアで開催された2016年のヨーロッパ野球選手権大会Cグループで優勝し、Bグループ昇格を果たしたが、それは2004年以降の最高成績となった。2017年7月24日から29日まで、ポーランドとの共催でベオグラードでヨーロッパ野球選手権大会Bグループを主催した。2022年、ブルガリアとリトアニアとの共催でベオグラードでヨーロッパ野球選手権大会予選を主催した。国内リーグでは、2020年、BKベオグラード'96が20度目のリーグ優勝を果たした。

## 主な成績

### ヨーロッパ野球選手権大会Bプール
- 1996年：10位
- 1998年：15位
- 2000年：6位（グループA）
- 2002年：8位（グループB）
- 2004年：4位
- 2008年：5位（グループ3）
- 2017年：4位（グループ2）
- 2019年：4位（グループ2）
- 2022年：4位

### ヨーロッパ U-21 野球選手権大会
- 2006年：8位